# Nagbukel
Nagbukel est une municipalité de 5e classe située dans la province d'Ilocos Sur aux Philippines. Selon le recensement de 2010 elle est peuplée de 4 938 habitants.

## Barangays
Nagbukel est divisée en 12 barangays.
- Balaweg
- Bandril
- Bantugo
- Cadacad
- Casilagan
- Casocos
- Lapting
- Mapisi
- Mission
- Poblacion East
- Poblacion West
- Taleb